# تشارلز إتش. بورتر (سياسي)
تشارلز إتش. بورتر هو لاعب كرة قاعدة وسياسي أمريكي، ولد في 3 أبريل 1843، وتوفي في 10 أغسطس 1911. نشط حزبياً في الحزب الجمهوري. وقد انتخب عضو مجلس نواب ماساتشوستس ‏.